# Pangrapta obscurata
Pangrapta obscurata là một loài bướm đêm trong họ Erebidae.